# 1,2-Propanedithiol
1,2-Propanedithiol, đôi khi được gọi là 1,2-dimercaptopropan, là một thiol có công thức HSCH2CH(SH)CH3. Chất lỏng đậm đặc không màu này là dithiol chiral đơn giản nhất. Các dithiols liên quan bao gồm 1,2-etandithiol, 2,3-dimercapto-1-propanesulfonic axit và 1,3-propanedithiol.

## Điều chế
Chất này được tổng hợp bằng cách cho H2S vào CH3CHCH2S.